# Kanton Tourcoing-Sud
Kanton Tourcoing-Sud (francouzsky Canton de Tourcoing-Sud) je francouzský kanton v departementu Nord v regionu Nord-Pas-de-Calais. Tvoří ho dvě obce.

## Obce kantonu
- Mouvaux
- Tourcoing (jižní část)